# Torrenza
Torrenza fue una iniciativa anunciada por Advanced Micro Devices (AMD) en 2006 para mejorar el soporte para la integración de coprocesadores especializados en sistemas basados en microprocesadores AMD Opteron. Torrenza no se refiere a un producto específico o tecnología específica, aunque el enfoque principal está en la integración de dispositivos de coprocesador directamente conectados a los enlaces HyperTransport de los procesadores Opteron y otros coprocesadores conectados a través de PCI Express. Los objetivos declarados de la iniciativa incluyen mejorar el soporte técnico y tecnológico para desarrolladores de terceros de dispositivos de coprocesamiento, reducir el costo de implementación de interfaces HyperTransport en estos dispositivos y mejorar el rendimiento del sistema integrado. Se puede argumentar que la idea original detrás de Torrenza fue implementada con éxito en forma de Heterogeneous System Architecture por AMD y los otros miembros de la Fundación HSA.

## Objetivos
AMD esperaba que la tecnología de coprocesador estrechamente integrada fuera un terreno de prueba para desarrollar y evaluar tecnologías que eventualmente migrarían al procesador mismo. Promover coprocesadores de terceros se concibió como un trampolín hacia los diseños avanzados de CPU del futuro y una plataforma para el desarrollo de software necesario para esos diseños de hardware. El 1 de junio de 2006, AMD anunció el programa Torrenza.
La etiqueta Torrenza se aplicó tanto a los proyectos de acelerador anteriores al anuncio como a los proyectos anunciados posteriormente. Intel hizo lo mismo abriendo su bus frontal a compañías de terceros, junto con un proyecto de extensión PCI Express conjuntamente desarrollado junto con el nombre en código de IBM Geneseo.
El 21 de septiembre de 2006, AMD anunció una mayor asistencia para el programa. Las compañías incluyen Cray, Fujitsu Siemens Computers, IBM, Sun Microsystems, Dell, Tarari y Hewlett-Packard.
El sitio web del programa existió hasta 2008.

## Tecnología
Los dispositivos conectados a HyperTransport pueden instalarse en ranuras HTX o en sockets de CPU Opteron. Las ranuras HTX se colocan para permitir el acceso al cableado externo y, por lo tanto, son la ubicación natural de los dispositivos de red, como el adaptador de red Qlogic Infinipath. Como una ubicación de instalación alternativa, los zócalos de CPU de AMD brindan acceso a los canales de DRAM de la placa base y admiten un mayor presupuesto de energía con espacio para el disipador de calor correspondiente. En algunas configuraciones del sistema, los zócalos de la CPU brindan acceso a múltiples enlaces de HyperTransport que admiten frecuencias más altas que un solo enlace de 16 bits (por dirección) de 800 MHz admitido por la ranura HTX.
Los ejemplos de dispositivos que se pueden instalar en los zócalos de CPU Opteron de AMD incluyen módulos de coprocesador de Field-programmable gate array (FPGA). Éstos encajan en las placas base de zócalo dual Socket 940 y están basados en dispositivos Xilinx y Altera. Utilizan HyperTransport para conectar directamente los dispositivos FPGA al otro socket de la CPU y ambos proporcionan controladores de memoria para acceder a la memoria en la placa base. Una tarjeta aceleradora para descargar la búsqueda de antivirus fue otro ejemplo.

## Proyectos relacionados
Torrenza se identificó de cerca (aunque no exclusivamente) con la tecnología HyperTransport promovida por el Consorcio HyperTransport. AMD es partidario y socio del Consorcio OpenFPGA. Los elementos tecnológicos de Torrenza se relacionaron con el proyecto AMD Fusion, posterior Unidad de Procesamiento Acelerado, que tiene como objetivo la integración de unidades de procesamiento de gráficos (u otras funciones de coprocesamiento) y núcleos de CPU en un solo chip. Como distinción programática, Torrenza se refiere a la tecnología de aceleración externa (incluidas las unidades de procesamiento de gráficos en ranuras PCIe), mientras que Fusion se refiere a la tecnología de aceleración integrada. Se rumoreaba en 2007 que los futuros procesadores IBM POWER7 serían compatibles con los procesadores Opteron. La supercomputadora IBM Roadrunner conectó miles de núcleos Opteron a casi tantos Motores Cell Broadband en un esfuerzo por alcanzar 1 petaflop de potencia de procesamiento. Sin embargo, no está claro si la configuración de este sistema debe considerarse un ejemplo de una arquitectura de coprocesamiento porque los procesadores Opteron y Cell ejecutan sistemas operativos independientes y se comunican mediante protocolos de paso de mensajes basados en software. Entregado a mediados de 2008, no se esperaba que AMD enfatizara la iniciativa de Torrenza desde aproximadamente ese momento. 
No se mencionó en un comunicado de prensa de 2009 sobre Roadrunner, por ejemplo.